# Музей на хайдутството
Първият в България Музей на хайдутството е открит на 21 април 2017 година в Златоград.
Според съобщението на археологът професор Николай Овчаров музеят е поместен в старинна къща на повече от 200 години, в която се усеща духът на Дельо войвода и атмосферата на времето, в което е живял.
Този музей е създаден за да се показват най-известните български хайдушки войводи от 14-ти до 19-ти век, тези които са оставили своя отпечатък в българските легенди, песни и предания, и по този начин до голяма степен са оказали въздействие върху българската история в годините на Османското робство.
Община Златоград и Етнографският ареален комплекс обявяват 2017 за годината на Делю хайдутин, по случай 240 годишнината на легендарния поборник, като откриването на музейната експозиция е първото събитие от поредицата чествания.
Сред експонатите, изложени за показ на любителите на историята са пушка-бойлия дълга 170 см. и италианска пушка принадлежала по всяка вероятност на Капитан Петко войвода от времето, когато той воюва с Гарибалди. За най-ценен експонат тук се счита обаче един калъп за леене на куршуми, по който още личат следи от сребро. Според народните предания Делю войвода е загинал от сребърен куршум, тъй като друг не го ловял и враговете му изработили сребърен, за да го убият.
Къщата, в която е поместен музея се е намирала по времето на златоградския войвода в края на селото, в стария Хекимов сокак близо до църквата и чаршията от това време. Оставена на произвола тя дълго време се саморазрушава. Така старинната къща е реставрирана заедно със скривалището и тайния проход до близката гора.